# Калусько-Голинське родовище калійних солей
Калусько-Голинське родовище  — родовище калійних солей, розташоване у внутрішній зоні Передкарпатського передового прогину в Калуському районі Івано-Франківської області. Це з багатьох точок зору унікальний об'єкт, на якому поклади кам'яної солі експлуатувалися протягом багатьох століть.

## Історія розробки
Основним предметом промислового інтересу  родовища стали поклади полімінеральних калійно-магнієвих солей, що залягають серед кам'яної солі. Видобування калійних солей здійснювалося на трьох рудниках та єдиному у світовій практиці відкритому Домбровському кар'єрі, а переробка сировини — на калійному заводі й згодом на хіміко-металургійному комбінаті.
В Калуші на базі Калуш-Голинського родовища калійної руди в 1959 році побудували хіміко-металургійний комбінат. До складу підприємства входили хімічна фабрика, шахта Голинь, Домбровський кар'єр. Потужність фабрики становила 2,5 млн тонн руди. У кар'єрі видобували 500 тис. тонн, у шахті — 2 млн тонн руди на рік.
Рудник «Калуш» експлуатувався більше ста років. На даний час рудник ліквідований шляхом заповнення відпрацьованих порожнин соляними розсолами в кількості 2502 тис. м³, що дозволило частково стабілізувати процес просідання земної поверхні.
Рудник «Ново-Голинь» експлуатувався з 1966 по 1995 рр. За час роботи утворилося 12 млн м³ підземних порожнин. Ліквідація рудника розпочата в 1996 р. Станом на 1.01.2010 р., у гірничі виробки подано 6.3 млн м³ розсолів.
Рудник «Голинь» експлуатувався з 1930 р., по 1972 р., загальний об'єм порожнин склав 1,7 млн м³.
Розробка кар'єру передбачалась двома окремими дільницями — південною і північною. Південна відпрацьована в 1982 р. і в даний час заповнена розсолами.
На базі хіміко-металургійного комбінату створили один з найбільших промислових вузлів України — концерн «Оріана».

## Ліквідація
Запаси рудника Голинь було вичерпано, в 1995 році його було виведено з експлуатації. Зараз його ліквідують шляхом затоплення розсолами. Для підтримки потужностей з видобутку калійної руди в 1979 році було розпочато будівництво рудника Пійло. Наприкінці 80-х будівництво зупинилося. Єдиний у світі Домбровський кар'єр наполовину затоплений, відновлення робіт на ньому під великим питанням.
Північна частина кар'єру з травня 2007 року почала інтенсивно затоплюватись внаслідок попадання засолених вод з дренажних траншей та частково по гальковому горизонту з ріки Сівка. Геофізичні дослідження показали, що пласти солі повністю розповсюджуються на площі між р. Сівка і кар'єром, тобто сподівання на те, що розвиток карсту припиниться у зв'язку з виклинюванням пластів солі є марними.

## Фотопанорама
Усі об'єкти занедбаного родовища-комбінату є об'єктами індустріального туризму.